# 65. Tony-gála
A 65. Tony-gála a 2010/2011-es szezon legjobb Broadway színházi alakításait értékelte. A díjátadót 2011. június 12-én tartották a New York-i Beacon Theatreben, a műsor házigazdája Neil Patrick Harris volt. A ceremóniát a CBS televízióadó közvetítette élőben, a jelöltek listáját 2011. május 3-án hozták nyílvánosságra.

## Győztesek és jelöltek
A nyertesek félkövérrel jelölve.
| Legjobb színdarab | Legjobb musical |
| --- | --- |
| - War Horse – Hadak útján – Nick Stafford - Jó emberek – David Lindsay-Abaire - Az ígéret földje – Jez Butterworth - The Motherfucker with the Hat – Stephen Adly Guirgis | - The Book of Mormon - Kapj el, ha tudsz! - The Scottsboro Boys - Apácashow |
| Legjobb színdarab újra a színpadon | Legjobb musical újra a színpadon |
| - The Normal Heart - Árkádia - Bunbury - A velencei kalmár | - Mi jöhet még? - How to Succeed in Business Without Really Trying |
| Legjobb férfi főszereplő színdarabban | Legjobb női főszereplő színdarabban |
| - Mark Rylance – Az ígéret földje (Johnny "Rooster" Byron) - Brian Bedford – Bunbury (Lady Bracknell) - Bobby Cannavale – The Motherfucker with the Hat (Jackie) - Joe Mantello – The Normal Heart (Ned Weeks) - Al Pacino – A velencei kalmár (Shylock)                                                 | - Frances McDormand – Jó emberek (Margie Walsh) - Nina Arianda – Tegnap született (Emma 'Billie' Dawn) - Lily Rabe – A velencei kalmár (Portia) - Vanessa Redgrave – Miss Daisy sofőrje (Daisy Werthan) - Hannah Yelland – Késői találkozás (Laura Jesson)                                                 |
| Legjobb férfi főszereplő musicalben | Legjobb női főszereplő musicalben |
| - Norbert Leo Butz – Kapj el, ha tudsz! (Carl Hanratty) - Josh Gad – The Book of Mormon (Elder Cunningham) - Joshua Henry – The Scottsboro Boys (Haywood Patterson) - Andrew Rannells – The Book of Mormon (Elder Price) - Tony Sheldon – Priscilla, Queen of the Desert (Bernadette)                    | - Sutton Foster – Mi jöhet még? (Reno Sweeney) - Beth Leavel – Baby It's You! (Florence Greenberg) - Patina Miller – Apácashow (Deloris Van Cartier) - Donna Murphy – The People in the Picture (Bubbie/Raisel)                                                                                            |
| Legjobb férfi mellékszereplő színdarabban | Legjobb női mellékszereplő színdarabban |
| - John Benjamin Hickey – The Normal Heart (Felix Turner) - Mackenzie Crook – Az ígéret földje (Ginger) - Billy Crudup – Árkádia (Bernard Nightingale) - Arian Moayed – Bengal Tiger at the Baghdad Zoo (Musa) - Yul Vázquez – The Motherfucker with the Hat (Julio)                                      | - Ellen Barkin – The Normal Heart (Dr. Emma Brookner) - Edie Falco – The House of Blue Leaves (Bananas) - Judith Light – Lombardi (Marie Lombardi) - Joanna Lumley – A bohóc (A hercegnő) - Elizabeth Rodriguez – The Motherfucker with the Hat (Veronica)                                                 |
| Legjobb férfi mellékszereplő musicalben | Legjobb női mellékszereplő musicalben |
| - John Larroquette – How to Succeed in Business Without Really Trying (J.B. Biggley) - Colman Domingo – The Scottsboro Boys (Mr. Bones) - Adam Godley – Mi jöhet még? (Lord Evelyn Oakleigh) - Forrest McClendon – The Scottsboro Boys (Mr. Tambo) - Rory O'Malley – The Book of Mormon (Elder McKinley) | - Nikki M. James – The Book of Mormon (Nabulungi Hatimbi) - Laura Benanti – Nők az idegösszeomlás szélén (Candela) - Tammy Blanchard – How to Succeed in Business Without Really Trying (Hedy La Rue) - Victoria Clark – Apácashow (Mother Superior) - Patti LuPone – Nők az idegösszeomlás szélén (Lucia) |
| Legjobb szövegkönyv musicalben | Legjobb eredeti zene |
| - Trey Parker, Robert Lopez, Matt Stone – The Book of Mormon - Alex Timbers – Bloody Bloody Andrew Jackson - David Thompson – The Scottsboro Boys - Cheri Steinkellner, Bill Steinkellner, Douglas Carter Beane – Apácashow                                                                              | - The Book of Mormon – Trey Parker, Robert Lopez, Matt Stone (zene és dalszöveg) - The Scottsboro Boys – John Kander, Fred Ebb (zene és dalszöveg) - Apácashow – Alan Menken (zene), Glenn Slater (dalszöveg) - Nők az idegösszeomlás szélén – David Yazbek (zene és dalszöveg)                            |
| Legjobb díszlettervezés színdarabban | Legjobb díszlettervezés musicalben |
| - Rae Smith – War Horse – Hadak útján - Todd Rosenthal – The Motherfucker with the Hat - Ultz – Az ígéret földje - Mark Wendland – A velencei kalmár | - Scott Pask – The Book of Mormon - Beowulf Boritt – The Scottsboro Boys - Derek McLane – Mi jöhet még? - Donyale Werle – Bloody Bloody Andrew Jackson |
| Legjobb jelmeztervezés színdarabban | Legjobb jelmeztervezés musicalben |
| - Desmond Heeley – Bunbury - Jess Goldstein – A velencei kalmár - Mark Thompson – A bohóc - Catherine Zuber – Tegnap született | - Tim Chappel, Lizzy Gardiner – Priscilla, Queen of the Desert - Martin Pakledinaz – Mi jöhet még? - Ann Roth – The Book of Mormon - Catherine Zuber – How to Succeed in Business Without Really Trying |
| Legjobb látványtervezés színdarabban | Legjobb látványtervezés musicalben |
| - Paule Constable – War Horse – Hadak útján - David Lander – Bengal Tiger at the Baghdad Zoo - Kenneth Posner – A velencei kalmár - Mimi Jordan Sherin – Az ígéret földje | - Brian MacDevitt – The Book of Mormon - Ken Billington – The Scottsboro Boys - Howell Binkley – How to Succeed in Business Without Really Trying - Peter Kaczorowski – Mi jöhet még? |
| Legjobb hangkeverés színdarabban | Legjobb hangkeverés musicalben |
| - Christopher Shutt – War Horse – Hadak útján - Acme Sound Partners, Cricket S. Myers – Bengal Tiger at the Baghdad Zoo - Simon Baker – Késői találkozás - Ian Dickinson for Autograph – Az ígéret földje                                                                                                | - Brian Ronan – The Book of Mormon - Peter Hylenski – The Scottsboro Boys - Steve Canyon Kennedy – Kapj el, ha tudsz! - Brian Ronan – Mi jöhet még? |
| Legjobb színdarabrendező | Legjobb musicalrendező |
| - Marianne Elliott, Tom Morris – War Horse – Hadak útján - Joel Grey, George C. Wolfe – The Normal Heart - Anna D. Shapiro – The Motherfucker with the Hat - Daniel J. Sullivan – A velencei kalmár | - Casey Nicholaw, Trey Parker – The Book of Mormon - Rob Ashford – How to Succeed in Business Without Really Trying - Kathleen Marshall – Mi jöhet még? - Susan Stroman – The Scottsboro Boys |
| Legjobb koreográfia | Legjobb zenekar |
| - Kathleen Marshall – Mi jöhet még? - Rob Ashford – How to Succeed in Business Without Really Trying - Casey Nicholaw – The Book of Mormon - Susan Stroman – The Scottsboro Boys | - Larry Hochman, Stephen Oremus – The Book of Mormon - Doug Besterman – How to Succeed in Business Without Really Trying - Larry Hochman – The Scottsboro Boys - Marc Shaiman, Larry Blank – Kapj el, ha tudsz!                                                                                            |

### Különdíjak
- A legjobb körzeti színház: Lookingglass Theatre Company (Chicago, Illinois)
- Színházi életműdíj: Athol Fugard, Philip J. Smith
- Isabelle Stevenson-díj: Eve Ensler
- Tiszteletbeli Tony-díj kiválló színházi teljesítményért: William Berloni, The Drama Book Shop (West 40th Street in Manhattan), Sharon Jensen, Alliance for Inclusion in the Arts
- Tony-különdíj: Handspring Puppet Company

## In Memoriam
A gála "in memoriam" szegmense az alábbi, 2010-ben/2011-ben elhunyt személyekről emlékezett meg:
- Arthur Laurents
- Michael Langham
- Michael Gough
- Ellen Stewart
- James Gammon
- Marcia Lewis Bryan
- Jill Clayburgh
- Sidney Michaels
- Hillard Elkins
- Betty Garrett
- Tom Bosley
- Pam Gems
- Israel Hicks
- Shannon Tavarez
- Douglas Leeds
- Marian Mercer
- Patricia Neal
- Arthur Penn
- Beverley Randolph
- John Willis
- Elizabeth Taylor
- Jerry Bock
- Theoni V. Aldredge
- Philip Rose
- Romulus Linney
- John Cossette
- Sandy Speer
- Sada Thompson
- Helen Stenborg
- Randall Wreghitt
- Lanford Wilson
- Joseph Stein

## Előadott számok
- Kapj el, ha tudsz! (Norbert Leo Butz, Aaron Tveit)
- Apácashow (Patina Miller)
- The Book of Mormon (Andrew Rannells)
- The Scottsboro Boys (Joshua Henry)
- Mi jöhet még? (Sutton Foster)
- How to Succeed in Business Without Really Trying (Daniel Radcliffe, John Laroquette)
- Memphis
- Spider-Man: Turn Off the Dark
- Priscilla Queen of the Desert
- Company[6]

## Műsorvezetők
A gálán az alábbi műsorvezetők működtek közre:
- Daniel Radcliffe
- Catherine Zeta-Jones
- Whoopi Goldberg
- Chris Rock
- Alec Baldwin
- Samuel L. Jackson
- Kelsey Grammer
- Viola Davis
- John Leguizamo
- Vanessa Redgrave
- James Earl Jones
- Harry Connick, Jr.
- Christie Brinkley
- David Hyde Pierce
- Marg Helgenberger
- Matthew Broderick
- Angela Lansbury
- Jim Parsons
- Robert Morse
- Joel Grey
- Patrick Wilson
- Brooke Shields
- Robin Williams

## Fordítás
- Ez a szócikk részben vagy egészben  a(z)   65th Tony Awards című angol Wikipédia-szócikk fordításán alapul.  Az eredeti cikk szerkesztőit annak laptörténete sorolja fel. Ez a jelzés csupán a megfogalmazás eredetét és a szerzői jogokat jelzi, nem szolgál a cikkben szereplő információk forrásmegjelöléseként.